# Syndrome de Troyer
Pour les articles homonymes, voir Troyer.
Le syndrome de Troyer fait partie du groupe des paraplégies spastiques familiales.
Outre la paraplégie, les manifestations cliniques sont les troubles du langage, une amyotrophie distale, une petite taille et des troubles de l'apprentissage. Les enfants atteints ont un retard d'acquisition de la marche et de la parole suivis par une lente détérioration de la marche et de la parole. La labilité émotionnelle comme des rires ou des pleurs sont fréquents. Des petits signes d'atteinte cérebelleuses sont habituels. Une choréeathètose affectent la plupart des patients.

## Sources
- (en) Online Mendelian Inheritance in Man, OMIM (TM). Johns Hopkins University, Baltimore, MD. MIM Number:275900
- (en) GeneTests: Medical Genetics Information Resource (database online). Copyright, University of Washington, Seattle. 1993-2005